# Caleb Bradham

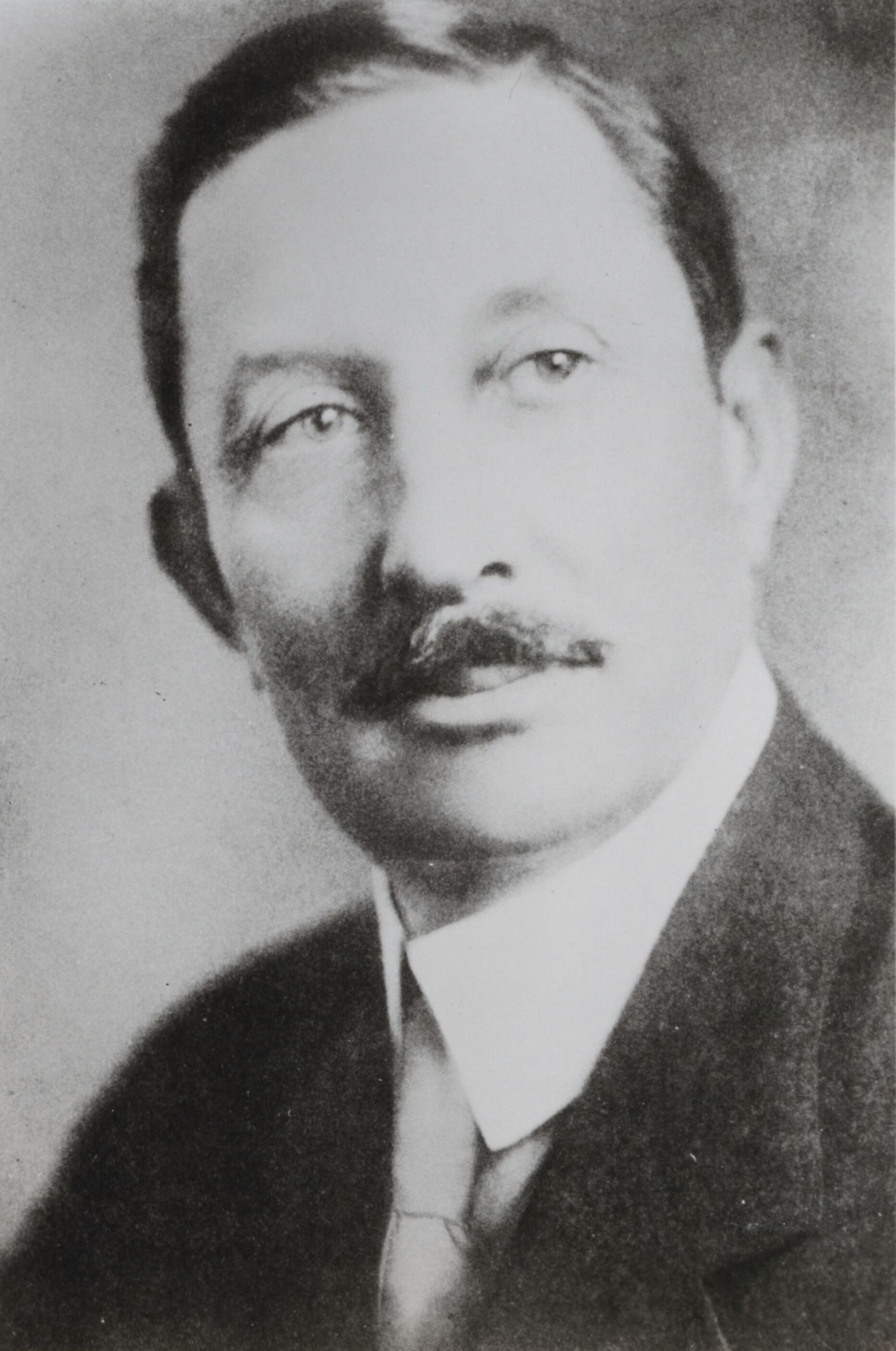
Caleb Bradham, 1900 r.

Caleb Davis Bradham (ur. 27 maja 1867 w Chinquapin, zm. 19 lutego 1934 w New Bern) – amerykański farmaceuta, twórca Pepsi-Coli.

## Życiorys
Ukończył studia na University of North Carolina, uczęszczał również na University of Maryland School of Medicine. Podczas studiów pracował dorywczo jako praktykant farmaceutyczny w aptece.
Problemy rodzinne spowodowały, że porzucił szkołę medyczną i powrócił do rodzinnego domu w Północnej Karolinie. Po powrocie pracował krótko jako nauczyciel w szkole, by wkrótce otworzyć aptekę w miejscowości New Bern. Apteka Bradhama, stała się miejscem, gdzie powstał znany na całym świecie napój gazowany Pepsi-Cola. W 1893 r. opracował recepturę oraz rozpoczął sprzedaż napoju o nazwie „Brad’s Drink”. W 1898 r. nazwa została zmieniona na Pepsi-Cola. Była to kombinacja gazowanej wody, cukru, wanilii, ekstraktu z orzeszków coli oraz „rzadkich olejków”. Wbrew nazwie, Pepsi nigdy nie zawierała w składzie pepsyny.
W 1902 r. powstała Pepsi-Cola Company, a Bradham został prezesem. Rok później marka stała się oficjalnym znakiem towarowym. W 1903 r. produkcja została przeniesiona do wynajętego magazynu. W 1904 r. kosztem 5000$, nabył budynek w New Bern i przeniósł tam całą produkcję. Sprzedaż w tym roku wyniosła niespełna 20000 galonów. Pepsi była sprzedawana w butelkach o objętości 6 uncji (wcześniej pod postacią syropu). W szczytowym momencie, napój był rozlewany i sprzedawany w 24 stanach.

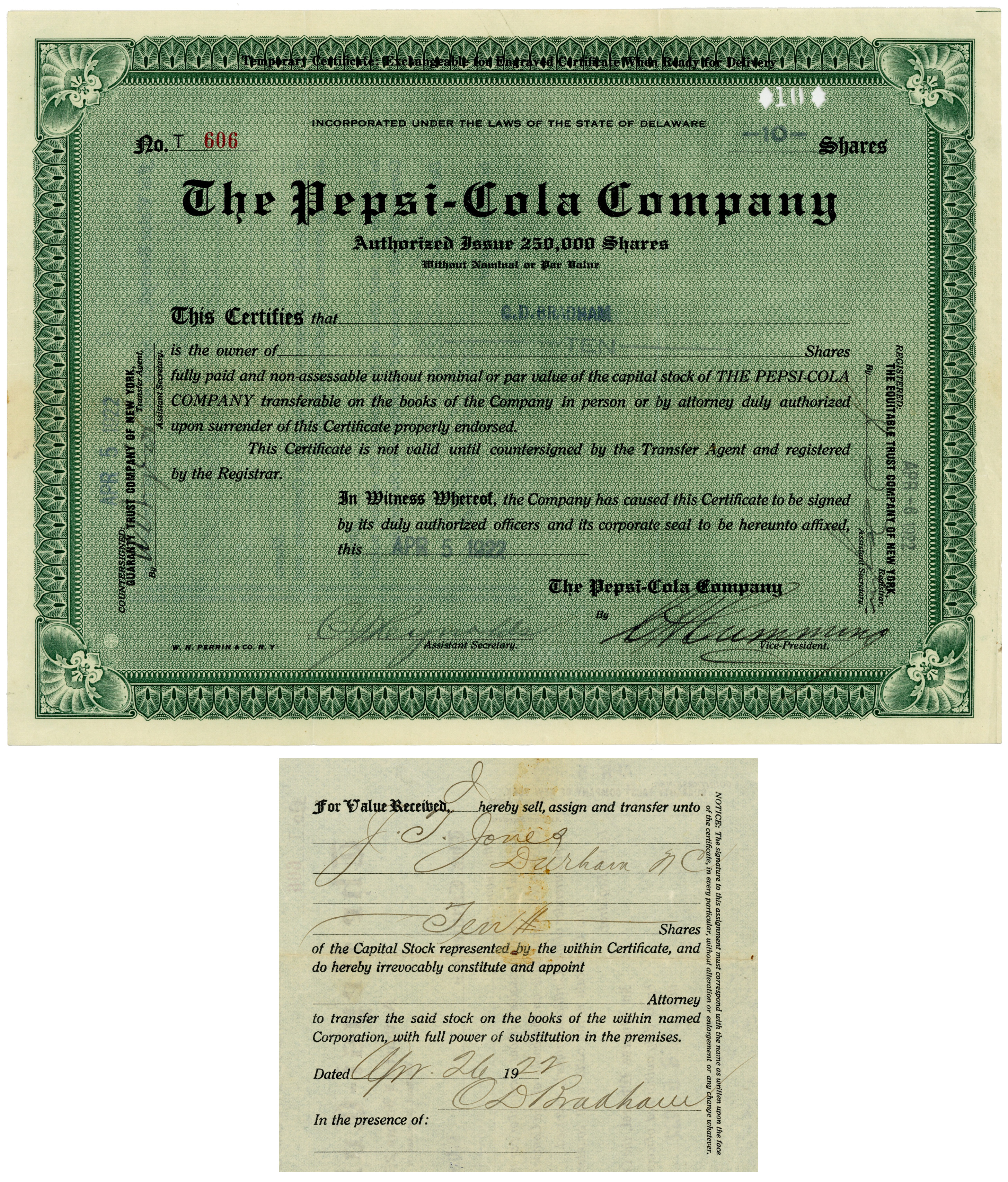
Akcja Pepsi-Cola Company, wydana w dniu 5 kwietnia 1922 r. Calebowi Bradhamowi i podpisana przez niego na odwrocie jako potwierdzającego transakcję przeniesienia akcji

Problemy firmy rozpoczęły się podczas I Wojny Światowej, gdy cena cukru gwałtownie wzrosła oraz z powodu jego racjonowania. Tuż po wojnie, Bradham nabył sporą ilość cukru w cenie 28 centów za funt (przed wojną cena wynosiła 3 centy). Niedługo po tym jak dokonał owego zakupu, ceny mocno spadły a firma została z pełnymi magazynami drogiego cukru, co ostatecznie doprowadziło do bankructwa w 1923 r. i przejęcia firmy przez Craven Holding Company za sumę 30000 dol.
W 1901 r. poślubił Charity Credle. Miał z nią troje dzieci. Od 1908 do śmierci w 1934 r., był właścicielem Slover-Bradham House. Należał do loży masońskiej The Shriners. Uczestniczył w wielu charytatywnych przedsięwzięciach. Był współtwórcą North Carolina Naval Militia, osiągając w niej stopień kapitana.
Jest pochowany na Cedar Grove Cemetery w New Bern.